# Ryūnosuke Okamoto
Ryūnosuke Okamoto (japanisch 岡本 竜之介 Okamoto Ryunosuke; * 9. Oktober 1984 in der Präfektur Okayama) ist ein ehemaliger japanischer Fußballspieler.

## Karriere
Okamoto erlernte das Fußballspielen in der Schulmannschaft der Tamano Konan High School. Seinen ersten Vertrag unterschrieb er 2003 bei Gamba Osaka. Der Verein spielte in der höchsten Liga des Landes, der J1 League. Im August 2005 wechselte er zum Zweitligisten Tokushima Vortis. Für den Verein absolvierte er 41 Ligaspiele. Danach spielte er bei Kamatamare Sanuki und FC Osaka. Ende 2011 beendete er seine Karriere als Fußballspieler.

## Erfolge
Gamba Osaka
- J1 League

Meister: 2005
- J.League Cup

Finalist: 2005